# پل آر. هیل
پل آر. هیل (انگلیسی: Paul R. Heyl; ۱ ژانویهٔ ۱۸۷۲ – ۲۲ اکتبر ۱۹۶۱) فیزیک‌دان، و مخترع اهل ایالات متحده آمریکا و از دانش‌آموختگان دانشگاه پنسیلوانیا بود.